# 에스델 추가본
에스텔 추가본은 헬라어로 번역한 성경인 칠십인역에 수록되어 있는 여섯 장의 추가본이다. 히에로니무스가 이것에 주목해 번역한 라틴어 성경인 불가타에도 실려 있다. 현대적인 가톨릭 영어 성경을 복원하는 새 미국 성경과 같은 번역본에서도 존재한다. 그러나 권위 있는 판본으로 알려진 마소라 본문에는 포함되어 있지 않다.

## 내용
- 모르드개의 꿈
- 임금에 대한 음모
- 아하스에로스왕의 조서
- 모르드개의 당부
- 모르드개의 기도
- 에스델의 기도
- 에스델이 왕 앞에 나아가다
- 아하스에로스왕의 2차 조서
- 모르드개의 꿈 해석